# Zuidwest-Saksisch voetbalkampioenschap 1907/08
In 1907/08 werd het derde voetbalkampioenschap van Zuidwest-Saksen gespeeld, dat georganiseerd werd door de Midden-Duitse voetbalbond. 1. Vogtländischer FC 1903 Plauen werd overgeheveld naar de nieuwe Vogtlandse competitie.  Chemnitzer BC werd kampioen en plaatste zich voor de Midden-Duitse eindronde, de club won eerst met 4-5 van Dresdner SC en verloor dan met 8-2 van Magdeburger FC Viktoria 1896.

## 1. Klasse
| Plaats | Club                       | Wed. | W  | G | V  | Saldo | Ptn. |
| ------ | -------------------------- | ---- | -- | - | -- | ----- | ---- |
| 1.     | Chemnitzer BC 1899         | 10   | 10 | 0 | 0  | 55:12 | 20:0 |
| 2.     | Mittweidaer BC 1896        | 10   | 8  | 0 | 2  | 40:10 | 16:4 |
| 3.     | FC Sturm 1904 Chemnitz     | 10   | 4  | 1 | 5  | 29:32 | 9:11 |
| 4.     | FC Germania 1897 Mittweida | 10   | 4  | 0 | 6  | 31:24 | 8:12 |
| 5.     | Chemnitzer SC              | 10   | 3  | 1 | 6  | 11:46 | 7:13 |
| 6.     | Zwickauer BC               | 10   | 0  | 0 | 10 | 3:45  | 0:20 |

|  | Kampioen, geplaatst voor Midden-Duitse eindronde |
|  | Degradatie                                       |